# هی وایولت
هی وایولت (به انگلیسی: Hey Violet) گروهٔ موسیقی پاپ راک اهل لس آنجلس، کالیفرنیا بود که اعضای آن متشکل از رنا لاولیس (خوانندهٔ اصلی، بیس)، نیا لاولیس (درامز، پرکاشن، پیانو، کیبورد، سینث‌سایزر، همخوان) و کیسی مورتا (گیتار اصلی و ریتم، همخوان) می‌بود.
گروه در سال ۲۰۰۸ با نام چری بامب به‌وجود آمد، اعضای گروه در آن زمان هنوز در مدرسه راهنمایی بودند. این گروه در ابتدا یک گروه هارد راک تماماً زنانه بود و اعضا شامل جولیا پیرس (خوانندهٔ اصلی، گیتار اصلی)، میراندا میلر (گیتار ریتم، کیبورد، همخوان)، رنا لاولیس (بیس، همخوان) و نیا لاولیس (درام، پرکاشن، همخوان) بود. پیرس در سال ۲۰۱۳ و کیسی مورتا بعدها جای او را گرفت. گروه در سال ۲۰۱۵ نام خود را به هی وایولت عوض کرد و صدای خود را به شکل قابل توجهی دگرگون کرد. آن‌ها بعدها با های اور هی رکوردز که توسط فایو سکندز آو سامر تأسیس شده بود، قرارداد بستند و در تورهای راک اوت وید یور ساکس و صداهای زنده، احساسات زنده به حمایت از این گروه پرداختند.
ایان شیپ (بیس گیتار، سینث بیس، کبورد) در سپتامبر سال ۲۰۱۶ رسماً به گروه پیوست اما در سال ۲۰۱۹ گروه را ترک کرد. میلر در اوت سال ۲۰۱۷ از طریق شبکه‌های اجتماعی از جدایی خود از گروه خبر داد.
هی وایولت در ۳۱ مهٔ سال ۲۰۲۴ رسماً در شبکه‌های اجتماعی خود اعلام کرد که پس از انتشار آخرین آلبومشان تحت عنوان پس‌مزه در ۲۸ ژوئن سال ۲۰۲۴ منحل خواهند شد.